# دفع سداسي العجلات

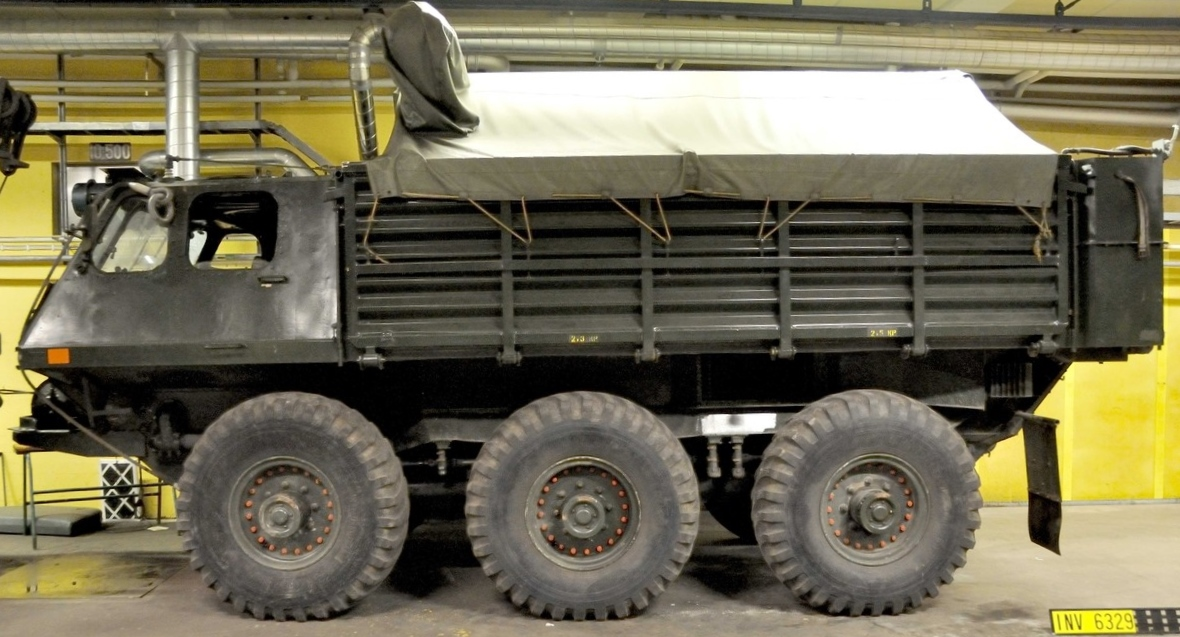
مركبة عسكرية بريطانية الصنع من طراز Alvis Stalwart 6×6 ذات 6 عجلات مع ثلاثة محاور متباعدة بالتساوي ومحرك 6×6 H دائم الدفع.

نظام الدفع بست عجلات (6WD أو 6×6)، هو نظام لنقل الحركة يتكون من ثلاث محاور، مع وجود عجلتين على الأقل في كل محور يمكن دفعهما في نفس الوقت بواسطة محرك المركبة. على عكس أنظمة الدفع الرباعي (4×4)، يقتصر هذا التكوين بشكل كبير على المركبات الثقيلة التي تُستخدم في الطرق الوعرة والمركبات العسكرية، مثل مركبات السير على جميع التضاريس، والمركبات المدرعة، وجرارات الجر الرئيسية.
عندما تحتوي هذه المركبات على ست عجلات فقط، يتم دفع جميعها بحكم التعريف. أما عندما تحتوي على عشر عجلات (مع وجود زوجين من العجلات المزدوجة في كل محور خلفي كما في شاحنة GMC CCKW) يتم دفع جميع العجلات أيضًا، ولكن يبقى التعريف 6×6 هو المستخدم. في معظم التطبيقات العسكرية، حيث تعتبر القوة الجرية/القدرة على الحركة أكثر أهمية من قدرة الحمولة، تكون العجلات المفردة في كل محور (غالبًا ما تُسمى سوبر سينغلز) هي القاعدة.

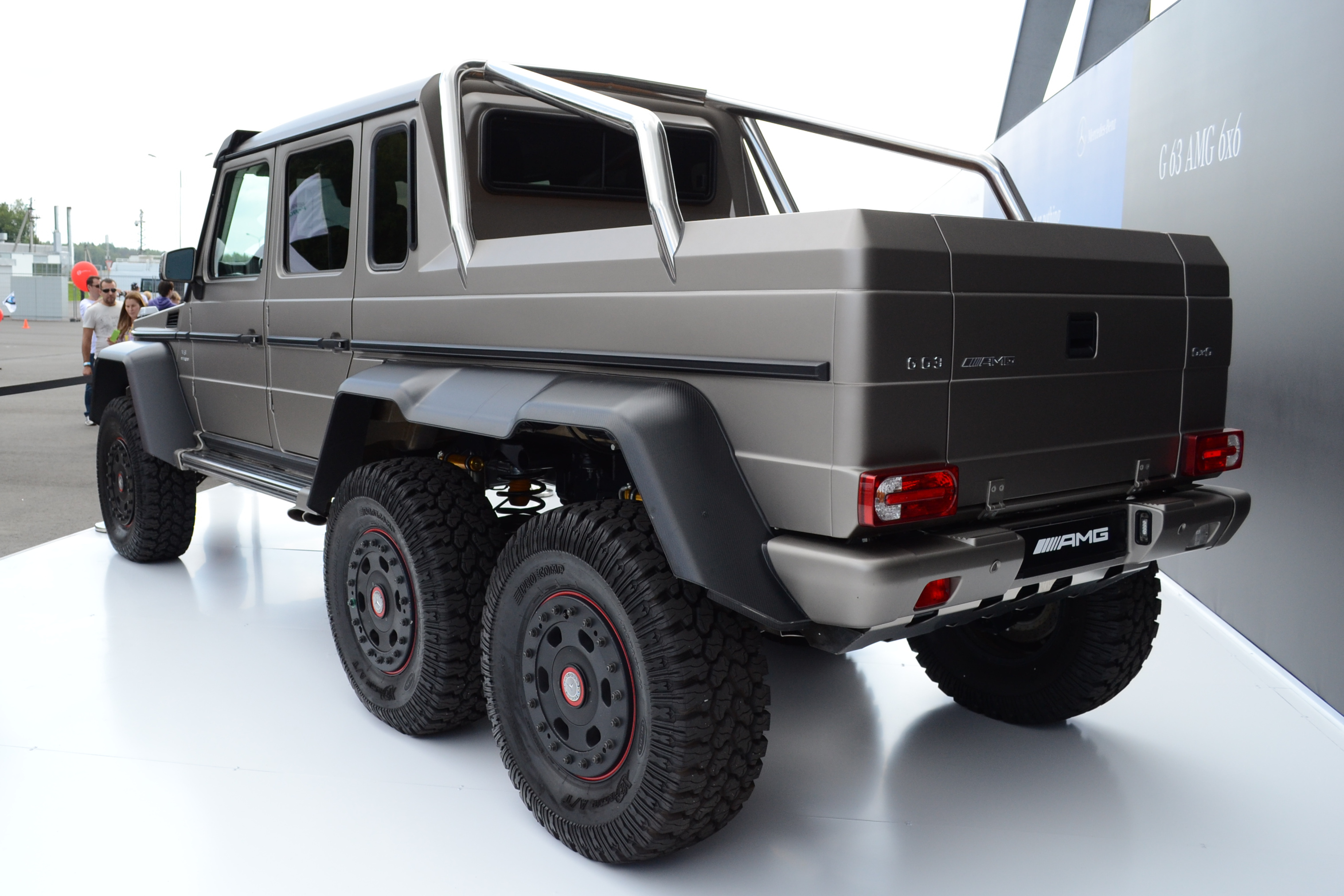
مرسيدس بنز G63 AMG 6x6 مع محاور خلفية مزدوجة

تمتلك شاحنات النقل الثقيل وجرارات الموازنة ذات نظام الدفع 6×6 تاريخًا طويلاً كجرارات جر رئيسية، سواء في المجال العسكري (كناقلات الدبابات وجرارات المدفعية)، أو تجاريًا في مجال قطع الأشجار ونقل المعدات الثقيلة على الطرق المعبدة والوعرة.
معظم المركبات ذات الدفع بست عجلات تحتوي على محور أمامي ومحورين خلفيين (مع توجيه المحور الأمامي فقط)، أو ثلاثة محاور متباعدة بشكل متساوٍ بتكوينات توجيه مختلفة. اعتمادًا على دور المركبة، يختلف عدد العجلات بين ست (في ثلاثة أزواج) وعشر (مع عجلتين في الأمام ومحورين مزدوجين بأربع عجلات في الخلف). قد يقتصر الدفع على المحورين الخلفيين عند الاستخدام على الطرق المعبدة.

## أمثلة
فيما يلي أمثلة على مركبات دفع سداسي العجلات للإستخدام العسكري:
- آلفيس FV600 سلسلة: سالادين، سارسين، سلاماندر، وستالورت
- سيسو SA-240 وSA-241
- رينو TRM 10000
- أكمات VLRA
- مرسيدس-بنز G300 CDI فئة G 6x6
- مان/RMMV SX44
- مان LX و FX
- RMMV HX58، HX61 وHX42M
- بينغزوير هاي موبيلتي آليات التضاريس
- أسترا فيكولي إندستريالي تكتيكية SM66.40
- ستار 266
- فاب 2026
- M25 ناقلة دبابات
- ماك NO شاحنة نقل ثقيلة
- CCKW شاحنة نقل متوسطة 2+1/2 طن
- M35 شاحنة نقل متوسطة 2+1/2 طن
- M561 جاما جوات
- M939 شاحنة نقل ثقيلة
- MTVR شاحنة نقل متعددة التضاريس
- FMTV MTV
- M123/123A، M125/125A شاحنة نقل ثقيلة/محرك رئيسي
- آشوك ليلاند FAT شاحنة نقل 6×6